# Plućni surfaktant
Plućni surfaktant je lipidno-proteinska smeša, koja se sintetiše u pneumocitima tipa II, pluća fetusa, sa zadatkom da obloži zidove alveola, onemogućai njihov kolaps i spreči nastanak atelektaza. Kao posledica nedovoljne sinteze plućnog surfaktanta zbog nezrelosti enzimskih sistema ili njegove inaktivacije dejstvom proteolitičkih enzima plazme, odmah po rođenju novorođenčeta ili nedonoščeta može nastati akutno oboljenje pluća, poznato pod nazivom pedijatrijski akutni respiratorni distres sindom (AEDS) ili hijalumembranska bolest.
ARDS nastao kao direktna posledica nedostatka plućnog surfaktanta karakteriše se progresivnim kolapsom alveola, razvojem difuznih mikroatalektaza i kliničkom slikom respiratornog distresa različite težine. ARDS zbog nedostatka surfaktanta, svojstven je prevremeno rođenoj deci i spada u grupu vodećih činilaca morbiditeta i mortaliteta ranog neonatalnog perioda. Na osnovu navedenih činjenica može se zaključiti da je primena surfaktanta u pedijatrijskoj praksi jedno od najvećih uspeha u kliničkoj neonatologiji.

## Fizičko hemijske i fiziološke karakteristike surfaktanta
- Plućni surfaktant je tečnost koja oblaže plućne alveole i na taj način smanjuje površinsku napetost
- Površinska napetost surfaktanta u plućima menja se u zavisnosti od ukupne površine alveole koju oblaže
- U aktu udisanja (inspirijuma) volumen alveole se povećava, a aktutu izdisaja (ekspirijuma) se smanjuje. Dopunski pritisak koji nastaje zbog napetosti na površini alveole veći je kod manjeg volumena alveole tako da bi se bez surfaktanta alveola skvrčala ili kolabirala
- Surfaktant smanjuje napetost površinske tečnosti koja se nalazi u alveoli što ograničava dopunski pritisak tokom izdisaja (ekspirijuma).
- Pri izdisaju istovremeno se smanjuju i površinska napetost surfaktanta i radijus zakrivljenosti alveole, dok se tokom udaha povećava površinsku napetost u alveoli i na taj način usporava i smanjuje dopunski pritisak.
- Prvi udisaj novorođenčeta zavisi o surfaktantu, koji je kod prerano rođene bebe (nedonoščeta) u nedostatku zbog nepotpuno razvijene produkcije surfaktanta, što ima za posledicu nemogućnost uspostavljanja normalnog disanja i pojavu teških komplikacija disanja.[2]

| Sastav surfaktanta | Sastav surfaktanta | Sastav surfaktanta |
| Vrste              | %                  | Sastav |
| ------------------ | ------------------ | --- |
| Fosfolipidi        | 85                 | - Fosfatidilholin - kao DPPC (funkcionalniji dipalmitoilfosfatidilholin) i monosaturisani i nesaturisani fosfatidilholini - Fosfatidilglicerol - Ostali Napomena: Sastav ovih fosfolipida se menja u zavisnosti od gestacijske zrelosti. |
| Neutralni lipidi   | 5                  | - Holesterol - Slobodne masne kiseline |
| Proteini           | 10                 | - Proteini surfaktanata: PS-A, PS-B, PS-C i PS-D - Serumski proteini |

## Metabolizam surfaktanta
- Metabolizam surfaktanta počinje njegovom sintezom u endoplazmatskom retikulumu pneumocita tipa II
- Surfaktant se nakon sinteze modifikacije u Goldžijevom aparatu, a potom skladišti u lamelarnim telima
- Sekrecija surfaktanta obavlja se egzocitozom i on tada dospeva u tečni sloj alveole
- Potom se tubularni mijelin formira u jedan sloj molekula na granici vazduha i tekućeg sloja
- Nakon razgradnje surfaktant se ponovo reciklira.

| Proteini surfaktanta              | Proteini surfaktanta | Proteini surfaktanta |
| Naziv                             | Karakteristike |                      |
| --------------------------------- | --- | -------------------- |
| Protein A i protein D surfaktanta | - Pripadaju porodici kolektina i djelujući kao opsonini imaju ulogu urođenom imunitetu u plućima - Sinteza ovih surfaktanata posebno je regulisana i ne zavisi od sekrecije lamelarnih tela |                      |
| Protein B                         | - Važan je za nastanak i odlaganje surfaktanta u ćelijama |                      |
| Protein C                         | - Ovaj protein zajedno sa proteinom B poboljšava apsorpciju i stabilizaciju fosfolipide u alveolama                                                                                         |                      |
| SP-B i SP-C                       | - Ovaj protein se nalaze u egzogenim surfaktantima animalnog porekla - Samo je protein C do sada uspešno dodat sintetskom surfaktantu.                                                      |                      |

## Primena plućnog surfaktanta u terapiji
Zlatni standard u lečenju ARDS-a je primena surfaktanta, koja se zasniva na sledećim principima:
- Prirodni surfakant ima apsolutnu prednost nad polusintetskim i sintetskim preparatima
- Primena surfaktanta sa manjim volumenima daje bolje rezultate
- Surfaktant treba primeniti što ranije, i ne dozvoliti da se novorođenče iscrpi. U tom cilju sa ranom primenu prve doze surfaktanta treba početi kod svih neonatuse sa evidentnim znacima ARDS u razvoju kao i stalnom potrebom za povećanjem FiO2
- Drugu i treću dozu treba dati ako postoji potreba za mehaničkom ventilacijom (MV) ili ako je nivo FiO2 > 0,5 na CPAP-u i PEEP ↑ 6 cm H2O.

| Surfaktanti koji se koriste u terapiji    | Surfaktanti koji se koriste u terapiji                                                                                       | Surfaktanti koji se koriste u terapiji |
| Naziv                                     | Sastav, poreklo, doziranje                                                                                                   |                                        |
| ----------------------------------------- | --- | -------------------------------------- |
| Survanta i Surfactant TA                  | Usitnjena pluća goveda - DPPC, tripalmitin, SP-B <0.5%, SP-C 99% ukupnih proteina - 4 mL/kg (100 mg/kg), 1-4 doze svakih 6 h |                                        |
| Alveofact                                 | Ispirak goveđih pluća - 99% PL, 1% SP-B and SP-C                                                                             |                                        |
| Bovine lipid extract surfactant (bLES)    | Ispirak goveđih pluća - 75% PC - 1% SP-B i SP-C                                                                              |                                        |
| Infasurf                                  | Ispirak tel. pluća - DPPC tripalmitin, SP-B 290 g/mL, SP-C 360 g/mL - 3 mL/kg (105 mg/kg), 1-4 doze svakih 6-12 h            |                                        |
| Calf lung surfactant extract (CLSE)       | Sličan Infasurfu |                                        |
| Curosurf                                  | Usitnjena pluća svinje - DPPC, SP-B 30% i SP-C (nepoznata količina) - 2.5 mL/kg (200 mg/kg),1.25 mL (100 mg/kg)              |                                        |
| Exosurf                                   | Sintetski - 85% DPPC, 9% hexadecanol, 6% tyloxapol - 5 mL/kg (67.5 mg/kg),                                                   |                                        |
| Surfaxan (KL4)                            | Sintetski DPPC, sintetski peptid                                                                                             |                                        |
| Artificial lung expanding compound (ALEC) | Sintetski - 70% DPPC, 30% nesaturisani phosphatidylglycerol V                                                                |                                        |

## Spoljašnje veze
- „Evropske smernice za lečenje neonatalnog sindroma respiratornog distresa”. Архивирано из оригинала 22. 12. 2015. г. Приступљено 17. 12. 2015.
- Primena surfaktanta u lečenju RDS-a

|  | Molimo Vas, obratite pažnju na važno upozorenje u vezi sa temama iz oblasti medicine (zdravlja). |